# Berta Maia
Berta de Castro e Maia (Belém do Pará, 1885 – Lisboa, 25 de janeiro de 1973) foi a esposa de José Carlos da Maia, que se notabilizou por ter levado a cabo uma investigação por conta própria para descobrir o mandante da Noite Sangrenta, em 19 de Outubro de 1921, que resultou no assassinato do marido e de outros heróis da Primeira República Portuguesa. Casou em Lisboa, na 4.ª Conservatória do Registo Civil, a 4 de agosto de 1913, com José Carlos da Maia.
Berta Maia logrou obter de Abel Olímpio, um marinheiro que liderou a milícia e que, mesmo após ter sido julgado pelo crime, sempre se havia recusado a divulgar às autoridades o nome dos mandantes, um depoimento que implicava um movimento conspirativo de elementos monárquicos e conservadores. Ainda que as declarações que Berta Maia conseguiu constituíssem matéria suficiente para reabrir o processo e prosseguir as investigações para que se responsabilizassem os autores morais, estas não produziram qualquer efeito. Para memória futura, deixou publicado, em 1928, "As minhas entrevistas com Abel Olímpio, «O Dente de Ouro»: páginas para a história da morte vil de Carlos da Maia, republicano combatente de 5 de Outubro". A primeira edição deste livro causou grande polémica e moveu uma intensa campanha por parte da imprensa monárquica e católica (caso do matutino A Voz) com vista a recriminar e denegrir a idoneidade de Berta Maia.
Após a viuvez, Berta Maia passou a depender da ajuda de familiares e amigos para sobreviver, e criou sozinha o filho, órfão de pai aos 6 meses, Francisco Manuel Carlos da Maia, que se viria a tornar um médico oftalmologista conceituado.
Os trágicos acontecimentos de 1921 e os esforços de Berta Maia em descobrir os verdadeiros responsáveis inspiraram o espectáculo de teatro O Mistério da Camioneta Fantasma e a mini-série da RTP, Noite Sangrenta, ambas produções de 2010, ano em que se comemorava o centenário da implantação da República Portuguesa.